# 알라엘딘 아부엘카셈
알라엘딘 무함마드 알사이드 아부엘카셈(아랍어: علاء الدين محمد السيد أبو القاسم‎, 1990년 11월 25일~)은 이집트의 펜싱 선수로, 2012년 하계 올림픽에서 플뢰레 개인전 부분 은메달을 획득하였다. 그는 8살때 펜싱에 입문하였고, 2006년에는 국제무대에 처음 출전하였는데, 그는 아프리카 및 세계 주니어 대회에서 모두 메달을 획득하였고, 뒤이어 주니어 월드컵에서 같은 성공을 거두었다. 이후 그는 2011년에 플뢰레 드 상트페테르부르크에서 동메달을 획득하였다. 같은해 말 2011년 팬아랍 게임에서는 개인전과 단체전을 석권하였고, 이듬 해에 하계 올림픽에 처음 참가, 아프리카 최초의 올림픽 펜싱 메달리스트가 되었다.

## 유년 시절
아부엘카셈은 1990년 11월 25일 알제리의 세티프에서 이집트인 아버지와 알제리인 어머니 사이에 태어났고, 4세때 이집트로 이주하였다. 알렉산드리아에서 성장하며, 그는 수영과 가라테로 운동을 시작하였다. 그후, 그는 8살때 알렉산드리아 연고의 펜싱 클럽 알-셀라 알-사칸드리 (Al-Selah Al-Sakandry) 에 들어가 펜싱을 시작하였다. 그는 어린 나이에 벌서 큰 성과를 보이기 시작한 그는 펜싱을 하면서 공학 공부하기가 힘들다고 생각하여 아랍 과학, 기술, 수상운송 아카데미 진학을 포기하였다. 그는 이후 그의 전 코치 모하메드 엘-사예드의 관심을 받아 국가대표팀에 차출되었다.

## 국제 대회 경력
아부엘카셈은 2006년에 첫 국제대회에 참가했는데, 그는 아프리카 주니어 대회의 플뢰레 부문에서 금메달을 받았고, 이탈리아에서 열린 세계 주니어 대회에서 동메달을 획득하였고, 주니어 월드컵에서도 3위에 입상하였다. 이듬해 주니어 월드컵에서도 그는 3위를 차지하였고, 1년 뒤인 2010년 주니어 월드컵에서는 우승을 거두었다. 그는 시니어 레벨의 첫 월드컵인 2011년 플뢰레 드 상트페테르부르크에서 동메달을 획득하였고, 2011년 팬아랍 게임에서는 개인전과 단체전 2관왕을 달성하였다.
아부엘카셈은 2012년 하계 올림픽 진출권을 획득하였다. 개인전에서는 7번 시드를 받아 64강을 생략하고 32강에서 시작하였다. 첫 경기에서 그는 미국인 마일스 챔리-왓슨을 15-10으로 가볍게 제압하였다. 그는 이후 16강전에서 세계선수권을 네번 제패한 독일의 페터 요피히를, 8강에서 전년 세계선수권 챔피언인 이탈리아의 안드레아 카사라를 상대로 모두 첫 경기처럼 15-10으로 크게 이겼다. 아프리카 선수로 올림픽의 파이널 피스트에 처음으로 오른 아부엘카셈은 대한민국의 최병철을 준결승전에서 15-12로 승리하였다. 이후 아부엘카셈은 결승전에서 중국의 세계선수권 단체전 2연패의 주축 선수인 레이성을 상대로 3라운드 중반까지 앞서가며 선전하였으나, 연달아 실점하며 13-15의 역전패를 당하였다. 그러나, 그가 획득한 은메달은 아프리카 선수로는 펜싱에서 처음으로 딴 메달이다. 그는 단체전에도 출전하였으나, 예선전에서 영국에게 33-45로 패해 탈락하였다. 그의 현 코치는 폴란드 출신의 파울 칸토르스키이다.